# Maryann Gabbidon
Maryann Gabbidon (1870–November 1938) war eine gambische Unternehmerin.

## Leben
Maryann Gabbidon kam als Tochter von Charles Benjamin zur Welt, der mit mehreren Schiffen Erdnüsse auf dem Gambia-Fluss nach Bathurst (heute Banjul) transportierte und mit diesen handelte.
Zu einer Zeit, in der erst sehr wenige gambische Mädchen Schulen besuchten, ging sie auf die St. Mary’s School in Bathurst und die Annie Walsh Memorial School in Freetown (Sierra Leone), wo sie zu den Leistungsstärksten ihrer Klasse zählte.
Nachdem sie zunächst in den 1890er Jahren Essen auf dem Albert Market in Bathurst (heute Banjul) verkauft hatte, importierte sie ab 1911 Kolanüsse aus Portugiesisch-Guinea und Sierra Leone und eröffnete nach und nach Geschäfte in Bintang, Kuntaur und Fatoto.
Während ihr ebenso wie anderen gambischen Frauen politische Rechte verwehrt blieben, engagierten sich zu Beginn des 20. Jahrhunderts viele Frauen in Handelsgeschäften mit Konsumgütern, wobei sie mit europäischen Unternehmen konkurrierten. Auch wenn Frauen ab den 1920er Jahren den Obst- und Gemüsehandel in Bathurst dominierten, gelang es jedoch nur wenigen Frauen, sich einen relativen Wohlstand zu erarbeiten, unter ihnen Maryann Gabbidon.
Die Profite ihres Handels ermöglichten ihr ab Ende der 1920er Jahre, ihre Kinder zur Ausbildung nach Sierra Leone und Großbritannien zu schicken. Da sich in den 1930er Jahren der Zollstatus von Kolanüssen in Senegal änderte, was den Handel beeinträchtigte, erweiterte sie ihr Geschäft um Baumwoll- und Leinenprodukte.
Gabbidon soll sowohl von ihren Kunden als auch ihren Konkurrenten besonders wertgeschätzt worden sein. Ihr erfolgreicher Werdegang wird als Beispiel dafür angeführt, dass es einzelnen Frauen trotz widriger Rahmenbedingungen gelang, sich wirtschaftlich erfolgreich zu engagieren, sozial aufzusteigen und durch die gute Ausbildung ihrer Kinder zu Dekolonisationsbestrebungen beizutragen.

## Familie
Sie heiratete Samuel Horton Jones, der 1906 und 1911 zum Mitglied des gambischen Legislativrats ernannt wurde. Sie hatte vier Kinder, darunter den Mediziner und Politiker Samuel Horton Jones (auch oft S. H. O. Jones), der gambischer Parlamentssprecher wurde. Ihr Sohn Edwin studierte in Großbritannien Rechnungswesen und war in den 1930ern Buchhalter (accountant) im Public Works Department.